# Habsburško-turski rat 1716. – 1718.
Habsburško-turski rat 1716. – 1718. ili Habsburško-osmanski rat 1716. – 1718., oružani sukob između vojnih snaga Habsburške Monarhije i Turskog Carstva u drugom desetljeću 18. stoljeća. Habsburzi su ušli u rat kao saveznici Mletačke Republike, koja je već ranije zaratila s Osmanlijama u takozvanom Drugom morejskom ratu, kod nas poznatom i pod nazivom Sinjski rat. Rat se vodio na velikom prostoru jugoistočne Europe, a počeo je turskom objavom rata caru i kralju Karlu III. (VI.), da bi zatim habsburška vojska, u čijem su sastavu bile i hrvatske postrojbe, pod vodstvom princa Eugena Savojskog krenula u smjeru jugoistoka i oslobodila velika područja, od sjeverne Bosne, preko Vojvodine i sjeverne Srbije, do znatnog teritorija današnje Rumunjske. Požarevačkim mirovnim sporazumom 1718. godine rat je okončan, a Habsburzi su preuzeli kontrolu nad dijelovima Hrvatske, Ugarske, Srbije i  Vlaške, koje su Turci osvojili dvjestotinjak godina prije toga.

## Tijek rata
Dana 13. travnja 1716. godine Habsburška Monarhija i Mletačka Republika sklopile su savez protiv Turskog Carstva, koje je odmah zatim Habsburzima objavilo rat. To je bio četvrti (po nekim klasifikacijama šesti) veliki ratni sukob između habsburških i osmanskih snaga na širokom prostoru jugoistočne Europe. I s jedne i s druge strane skupljale su se vojske; habsburškoj je na čelu bio princ Eugen Savojski, a turskoj veliki vezir Silahdar Ali-paša (kasnije je na njegovo mjesto došao Hadži Halil-paša).
Habsburška vojska je odmah na početku rata prešla preko rijeke Save u sjevernu Bosnu i nakon bitaka s osmanskim snagama oslobodila dijelove Pounja, Bosansku Gradišku, Bosanski Brod, Dubočac, Kobaš, Derventu te još neke gradove i utvrde. U tim bitkama su se, među ostalima, istaknuli zapovjednici Ivan V. Drašković (koji je tada obnašao dužnost hrvatskog bana) i pukovnik Maximilian von Petrasch.
Turska vojska je, pod zapovjedništvom velikog vezira Silahdar Ali-paše, u kolovozu 1716. s juga prešla rijeku Savu i opsjela Petrovaradin, ali je princ Eugen Savojski uskoro pristigao sa svojim trupama i razbio Osmanlije. Zatim je potonji nastavio svoj pohod prema istoku oslobodivši u listopadu Temišvar i još neke tadašnje ugarske gradove (koji su danas u Rumunjskoj).
Godine 1717. najvažniji događaj bio je oslobođenje  Beograda, grada kojeg su Turci osvojili još 1521. godine i čijoj je obrani na čelu bio Mustafa-paša. Oslobođenje je uslijedilo nakon dvomjesečne habsburške opsade toga grada i izbacivanja osmanske vojske iz njega u mjesecu kolovozu. Pod navalom trupa princa Eugena Osmanlije se su se povukli čak do Niša, a oslobođeni su veliki dijelovi sjeverne Srbije, uključujući jaka uporišta, kao što je, primjerice, bio Šabac.
Izgubivši bitke na bojnom polju Turci su bili prisiljeni na sklapanje mirovnog sporazuma. To se zbilo u Požarevcu dana 21. srpnja 1718. godine. Rat je time završio, a prema mirovnom sporazumu svaka strana je imala pravo zadržati onaj teritorij nad kojim je u tom trenutku imala kontrolu. Do tog su dana habsburške snage istjerale Turke iz Jasenovca, Kostajnice, Bosanskog Novog i drugih dijelova Pounja, zatim iz bosanske Posavine (razmjerno uski pojas uz desnu, južnu obalu Save), od Dubice i Gradiške preko Kobaša, Dervente, Bosanskog Broda i Šamca do Brčkog, te iz sjeveroistočne Bosne, uključujući i Bijeljinu i Zvornik. Turci su se tijekom rata povukli i iz sjeverne Srbije, zapadnog dijela Vlaške, zatim iz Banata, i Srijema, tako da je uspostavljena stara hrvatska granica na dunavsko-savskom međurječju, sa Zemunom kao najistočnijim dijelom Hrvatske.

## Nasljeđe
Požarevačkim mirovnim sporazumom je Habsburška Monarhija, a time i Hrvatska kao njen sastavni dio, dobila, odnosno vratila jedan manji dio teritorija kojeg je izgubila u vrijeme intenzivnih turskih nadiranja. Istodobno je Mletačka Republika proširila svoje posjede u dalmatinskom zaleđu, osobito od Sinja prema jugoistoku, uključujući područje Imotskog. Sporazumom je također utvrđeno da trgovci mogu slobodno putovati i trgovati u dotad sukobljenim državama. Turska strana nije, ipak, bila zadovoljna sklopljenim mirom, što je dvadesetak godina kasnije rezultiralo novim ratom između nje i Habsburške Monarhije koji je trajao od 1737. do 1739. godine i u kojem su Osmanlije ponovno zaposjeli neke dijelove teritorija kojeg su ranije izgubili.